# Ямалетдинов, Шагий Ямалетдинович
Шаги́й Ямалетди́нович Ямалетди́нов (баш. Ямалетдинов Шаһый Ямалетдин улы; 7 [20] апреля 1914 года — 28 мая 1968 года) — участник Великой Отечественной войны, командир орудия танка 41-й гвардейской танковой бригады 7-го механизированного корпуса 2-го Украинского фронта, Герой Советского Союза, гвардии старшина.

## Биография
Родился 7 (20) апреля 1914 года в деревне Шигаево (ныне Белорецкий район, Башкортостан) в крестьянской семье. Башкир. Член ВКП(б)/КПСС с 1943 года. Окончил 7 классов, а в 1934 году — учительские курсы при Белорецком районном отделе народного образования.
В 1936—1938 годах служил в Красной Армии. В 1939—1940 годах работал секретарём, председателем Шигаевского сельсовета.
В Красную Армию призван Белорецким райвоенкоматом Башкирской АССР в октябре 1941 года. На фронте в Великую Отечественную войну с октября 1942 года. Воевал на Юго-Западном и 2-м Украинском фронтах.
Командир орудия танка 41-й гвардейской танковой бригады (7-й механизированный корпус, 2-й Украинский фронт) гвардии старшина Ямалетдинов Ш. Я. совершил подвиг при освобождении Чехословакии.
18 апреля 1945 года его танк во время рейда на город Брно, находясь в головном дозоре, уничтожил 2 танка и 3 противотанковые пушки противника. Когда погиб командир танка, Ш. Я. Ямалетдинов взял командование на себя. В районе населённого пункта Весёлки танкисты подбили ещё 3 вражеские бронированные машины. Своим решительным, смелым и дерзким действием в этом бою Ш. Я. Ямалетдинов обеспечил выполнение задачи, поставленной командованием батальону.
Указом Президиума Верховного Совета СССР от 15 мая 1946 года за образцовое выполнение боевых заданий командования и проявленные при этом геройство и мужество гвардии старшине Ямалетдинову Шагию Ямалетдиновичу присвоено звание Героя Советского Союза с вручением ордена Ленина и медали «Золотая Звезда» (№ 4764).
По завершении разгрома гитлеровской Германии принимал участие в боевых действиях Красной Армии против милитаристской Японии.
После войны демобилизовался. Жил и работал учителем в родной деревне, где и скончался 28 мая 1968 года. Похоронен в деревне Шигаево Белорецкого района Башкортостана.

## Награды
- Медаль «Золотая Звезда» Героя Советского Союза (15.05.1946)[2];
- орден Ленина (15.05.1946);
- Медаль «За боевые заслуги» (04.09.1945)[3];
- медали.

## Память

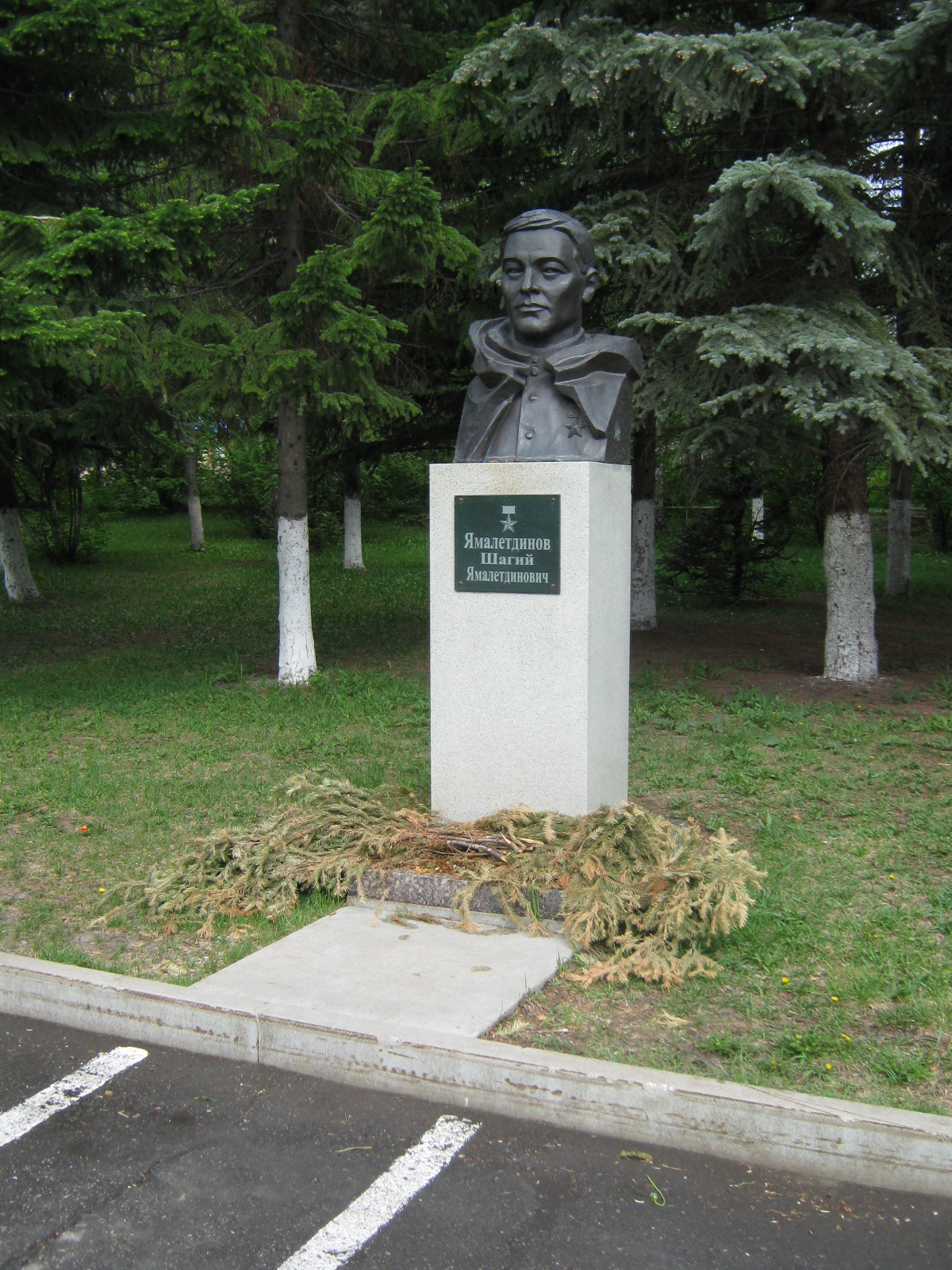
Бюст Ямалетдинова в Белорецке

- В деревне Шигаево именем Героя названа улица.
- В городе Белорецке установлен его бюст.
- Проводятся спортивные мероприятия памяти Героя[4].